# Pawieł Jakubowicz
Pawieł Jakubowicz (ros. Павел Изотович Якубович; biał. Павел Ізотавіч Якубовіч; ur. 23 września 1946 w miasteczku Uniecza koło Briańska) – radziecki i białoruski dziennikarz, redaktor naczelny dziennika „Biełaruś siegodnia”.

## Życiorys
W młodości pracował w obozie pracy dla skazańców, na budowie oraz w fabryce samochodów w Żodzinie. Krótko studiował na Akademii Pedagogicznej w Mińsku, by w 1965 podjąć naukę w trybie wieczorowym na Wydziale Prawa Białoruskiego Uniwersytetu Państwowego im. Włodzimierza Lenina. Wkrótce powołano go do Armii Czerwonej – służył w wojskach wewnętrznych MSW. W czasie służby redagował dział wojskowy gazety białoruskiego MSW. W 1968 rozpoczął studia zaoczne na Wydziale Dziennikarstwa BUP, które ukończył w 1973. Wstąpił również do KPZR, dalej służąc w wojsku. Był korespondentem jednej z wojskowych gazet, ukończył szkołę wojskową MSW im. Feliksa Dzierżyńskiego w Saratowie. Jak twierdzi nie chciano mu przyznać stopnia oficera ze względu na żydowskie pochodzenie.
W 1978 podjął pracę w „Znamiach junosti”, gdzie prowadził własną, cieszącą się sporą popularnością, rubrykę. Pod koniec lat 80. trafił do „Narodnej Haziety” Josifa Siariedzicza, która została później oficjalnym organem białoruskiego parlamentu. W „Haziecie” poruszał często tematy kontrowersyjne, m.in. rozkwit prostytucji na Białorusi. W okresie pieriestrojki pisywał również do pisma „Rodnik” („Krynica”), gdzie publikował materiały dotyczące zbrodni w Kuropatach.
Podczas wydarzeń sierpniowych 1991 roku w Moskwie jednoznacznie potępił wojskowy pucz na łamach „Haziety”. za co później przyznano mu nagrodę Złotego Pióra za obronę demokracji.
W latach 90. związał się z obozem Aleksandra Łukaszenki. W 1995 objął kierownictwo redakcji „Sowieckiej Biełorusii”. przekształconej w „Biełaruś siegodnia”.
W otoczeniu Łukaszenki uchodzi za osobę o poglądach liberalnych. Mimo niechętnego stosunku do białoruskiego nacjonalizmu, w jednej z debat z okazji 90. rocznicy uzyskania niepodległości z uznaniem odniósł się do dorobku Białoruskiej Republiki Ludowej.
Jesienią 2007 odbył podróż do Izraela, podczas której miał się spotkać z wysokimi władzami państwa, przepraszając za niefortunną wypowiedź Aleksandra Łukaszenki na temat białoruskich Żydów.